# 담양 광광술래
담양 광광술래는 대한민국 전라남도 담양군 봉산면 와우리에서 행해지는 놀이이다. 2016년 5월 30일 담양군의 향토문화유산 제4호로 지정되었다.

## 개요
담양 광광술래는 보편화되어 있는 강강술래와 달리 담양의 여자들만 하는 놀이로 마당넓은 집에서 원무를 만들어 손에 손잡고 마당을 돌기 시작해서 빠른 광광술래로 넘어가면 기와밟기, 달넘기를 하는 놀이이다.